# Doncaster & District Senior Football League
Doncaster & District Senior Football League är en engelsk fotbollsliga baserad runt Doncaster. Den har två divisioner, Premier Division och Division One. Toppdivisionen Premier Division ligger på nivå 13 i det engelska ligasystemet.
Ligan är en matarliga till Central Midlands Football League.

## Mästare
| Säsong  | Premier Division          | Division One             | Division Two              |
| ------- | ------------------------- | ------------------------ | ------------------------- |
| 2010/11 | AFC Sportsman Rovers      |                          |                           |
| 2009/10 | Upton & Harewood Social   | Maltby MW JFC            |                           |
| 2008/09 | Upton & Harewood Social   | Moorland                 |                           |
| 2007/08 | Hemsworth Alpha 'A'       | Swinton Station          |                           |
| 2006/07 | Kinsley Boys 'A'          | Maltby Sheppey           |                           |
| 2005/06 | Hemsworth St Patrick 'A'  | Tickhill Athletic        |                           |
| 2004/05 | Hatfield Main FC          | Swinton Station          |                           |
| 2003/04 | Armthorpe                 | Thorne Red Bear          |                           |
| 2002/03 | Hemsworth St Patrick 'A'  | Moorland                 |                           |
| 2001/02 | Edlington WMC 'A          | Hatfield Bluebell        |                           |
| 2000/01 | Bentley Colliery FC       | Moorland                 |                           |
| 1999/00 | Sutton Rovers 'A'         | Rossington Main          |                           |
| 1998/99 | Sutton Rovers 'A'         | Hemsworth St Patrick 'B' |                           |
| 1997/98 | South Kirkby Colliery 'A' | Stainforth Central       |                           |
| 1996/97 | South Kirkby Colliery 'A' | Highfields MW            | South Kirkby Colliery 'B' |
| 1995/96 | South Kirkby Colliery 'A' | Ackworth United          | Edlington British Legion  |
| 1994/95 | Kinsley Boys 'A'          | Sutton Rovers            | Yorkshire Main            |
| 1993/94 | Kinsley Boys 'A'          | Brookside WMC            | Upton & Harewood Social   |
| 1992/93 | Thorne Colliery           | Peglers                  | Hatfield Main             |

Källa: Football Mitoo

### Webbkällor
Den här artikeln är helt eller delvis baserad på material från engelskspråkiga Wikipedia, Doncaster & District Senior League, 22 augusti 2015.